# Aimons-nous vivants (album)
Pour l’article homonyme, voir Aimons-nous vivants.
Albums de Sadek
Johnny de Janeiro
(2018) Changement de propriétaire
(2023)
Aimons-nous vivants est le cinquième album de Sadek sorti le 9 avril 2021.

## Liste des pistes
| No  | Titre                                          | Durée |
| --- | ---------------------------------------------- | ----- |
| 1.  | Intro                                          | 1:52  |
| 2.  | Abu Dhabi                                      | 2:29  |
| 3.  | Croisière                                      | 2:18  |
| 4.  | Kimono (avec SCH & Ninho)                      | 5:45  |
| 5.  | Robuste                                        | 2:46  |
| 6.  | Soutien (avec Sofiane & Heuss l'Enfoiré)       | 3:24  |
| 7.  | Aller-retour                                   | 2:43  |
| 8.  | Scottie Pippen                                 | 2:26  |
| 9.  | CBD                                            | 2:59  |
| 10. | La source                                      | 2:28  |
| 11. | Guérison (avec Ali)                            | 3:27  |
| 12. | Labess                                         | 2:35  |
| 13. | Alliance (avec Vald)                           | 3:38  |
| 14. | Perroquet (avec Kalash Criminel)               | 2:51  |
| 15. | VBONTMB                                        | 6:53  |
| 16. | La vista (avec Rimkus & Lacrim)                | 3:49  |
| 17. | Revolver (avec Beezy, Les So, Likmus & Oussou) | 3:49  |
| 18. | Aimons-nous vivants                            | 3:24  |
| 19. | Ouvreuse (Bonus Track)                         | 2:27  |
| 20. | Top Boy (avec DA Uzi & Leto) (Bonus Track)     | 3:17  |

## Clips vidéos
- Labess : 22 janvier 2021
- Aller-retour : 11 mars 2021
- Alliance (avec Vald) : 9 avril 2021
- Scottie Pippen : 28 mai 2021

## Accueil commercial
L'album s'écoule à 6 585 exemplaires la semaine de sa sortie.